# UTC+10:30
| Južni poletni/severni standardni čas Morska območja | Severni poletni/južni standardni čas Standardni čas vse leto |

UTC+10:30 je časovni pas z zamikom +10 ur in 30 minut glede na univerzalni koordinirani čas (UTC). Ta čas se uporablja na naslednjih ozemljih (stanje v začetku leta 2016):

## Kot standardni čas (samo pozimi na južni polobli)

### Oceanija
- Avstralija
  - Otok Lord Howe (poletni čas je UTC+11:00)

## Kot poletni čas (južna polobla)

### Oceanija
- Avstralija
  - Južna Avstralija
  - Novi Južni Wales (samo okrožje Yancowinna na skrajnem zahodu)